# Рабасса, Грегори
Гре́гори Раба́сса (англ. Gregory Rabassa, 9 марта 1922, Йонкерс — 13 июня 2016) — американский переводчик-испанист и португалист.

## Биография
Отец — кубинский эмигрант в США. Во время Второй мировой войны Грегори служил шифровальщиком в американской разведке. После войны закончил Дартмутский колледж и Колумбийский университет (1954). Преподавал испанский и португальский в Колумбийском университете, затем в Квинс-колледже университета города Нью-Йорк (с 1968). Переводить начал случайно, его дебютом стал перевод только что вышедшего тогда романа Кортасара «Игра в классики» (1963, перевод опубликован в 1966). Он дружил с Кортасаром, и тот высоко ценил его работу; кроме всего прочего, их объединяла страсть к джазу и кроссвордам. В 1969—1971 годах переписывался с Хосе Лесамой Лимой, который высоко оценил его перевод романа «Paradiso».
Написал мемуарно-эссеистическую книгу о своей переводческой работе «Называйте это предательством: Перевод и его неудобства» (2005, ), по версии газеты Los Angeles Times — лучшая книга 2005 года.

## Творчество
Переводил с испанского, португальского, каталанского и галисийского языков. Опубликовал переводы произведений крупнейших писателей Испании, Португалии и Латинской Америки XX века, в том числе — труднейшей экспериментальной прозы.

## Избранные переводы (по датам их публикации)
- Хулио Кортасар
  - Игра в классики (1966)
  - 62. Модель для сборки (1972)
  - Книга Мануэля (англ.  A Manual for Manuel, 1978)
  - Мы так любим Гленду и другие рассказы (1983)
  - Некто Лукас (1984)

- Клариси Лиспектор
  - Яблоко в темноте (1967)

- Мигель Анхель Астуриас
  - Мулатка как мулатка (1967)
  - Ураган (1968)
  - Зелёный папа (1971)
  - Глаза погребённых (1973)

- Марио Варгас Льоса
  - Зелёный дом (1968)
  - Разговор в «Соборе» (1974)

- Хуан Гойтисоло
  - Особые приметы (1969)

- Мануэль Мухика Лайнес
  - Бомарцо (1969)

- Габриэль Гарсиа Маркес
  - Сто лет одиночества (1970)
  - Палая листва (1972)
  - Осень патриарха (1976, премия Американского ПЕН-центра за перевод)
  - Невероятная и печальная история о простодушной Эрендире и её бессердечной бабушке (1978)
  - Недобрый час (1979)
  - Хроника объявленной смерти (1982)

- Далтон Тревизан
  - Вампир из Куритибы (1972)

- Хосе Лесама Лима
  - Paradiso (1974)

- Осман Линс
  - Аваловара (1979)

- Луис Рафаэль Санчес
  - Гуарача Мачо-Камачо (1980)

- Хуан Бенет
  - Раздумье (1982)
  - Ты ещё вернешься в эти места (1985)

- Винисиус ди Морайс
  - Девушка из Ипанемы (1982, сборник стихотворений)

- Луиса Валенсуэла
  - Хвост ящерицы (1983)

- Жоржи Амаду
  - Мёртвое море (1984)
  - Капитаны песка (1988)
  - Засада (1988)
  - Исчезновение святой (1993)

- Антониу Лобу Антунеш
  - Александрийское фаду (1990)
  - Корабли (2002)
  - Что я могу поделать, если всё полыхает? (2008)

- Хосе Доносо
  - Таратута. Натюрморт с трубкой (1993)

- Машаду де Ассис
  - Посмертные записки Браза Кубаса (1997)
  - Кинкас Борба (1998)

- Ана Тереса Торрес
  - Донья Инес против забвения (1999)

- Хорхе Франко
  - Росарио Тихерас (2004)

## Признание
За перевод романа Кортасара Игра в классики Рабасса получил Национальную книжную премию США в номинации «Перевод». Премия Американского ПЕН-Центра за переводы испаноязычной литературы (2001). Награждён Национальной медалью за художественное достижение (2006). Почётный доктор Квинс-колледжа.